# Hermann Wiesike
Hermann Wiesike (* 1. November 1825 in Brandenburg an der Havel; † 12. Juli 1896 in Plauerhof) war Gutsbesitzer und Mitglied des Deutschen Reichstags.

## Leben
Wiesike besuchte das Gymnasium zu Brandenburg und die Akademie zu Regenwalde. Ab 1853 war er Guts- und Ziegeleibesitzer. Weiter war er Amtsvorsteher, Kreisausschussmitglied und stellvertretendes Mitglied des Bezirksausschusses. 1880 bezog er die Villa Wiesike auf dem Gut Margaretenhof bei Plaue.
Ab 1893 war er Mitglied des Deutschen Reichstags für den Wahlkreis Regierungsbezirk Potsdam 8 Brandenburg an der Havel, Westhavelland und die Nationalliberale Partei.